# Campionato mondiale Supermoto 2003
Nel 2003 si disputa la seconda stagione iridata del Campionato del Mondo Supermoto. Per l'ultimo anno si vedranno i piloti correre in un'unica categoria Open, per poi dividersi dal Mondiale Supermoto 2004. Quest'anno vedrà inoltre la più lunga stagione che il Mondiale Supermoto abbia mai visto: ben 13 gran premi. Il campione del mondo in carica Thierry Van Den Bosch non potrà difendere il titolo per il suo spostamento nel Campionato Mondiale Supersport.
Il nuovo campione è così il belga Eddy Seel e il titolo costruttori passa a Husqvarna.
La formula di gara, che verrà utilizzata anche nella stagione 2004, prevede per ogni GP due brevi manche da 10 punti al primo classificato ciascuna. Il risultato della prima definisce l'ordine di partenza della seconda manche e della superfinale.
Dopo le due manche viene la superfinale: gara più lunga e dalla cui vittoria il primo classificato ottiene 25 punti. In caso di pari punti il risultato della superfinale è discriminante.
Con questa formula di gara il punteggio massimo che un pilota può raccogliere in un GP è di 45 punti.

## Gran Premi del 2003
|    | Nome                           | Paese           | Località           | Data         |
| 1  | Gran Premio di Francia         | Francia         | Marsiglia          | 13 aprile    |
| 2  | Gran Premio di Grecia          | Grecia          | Heraklion          | 11 maggio    |
| 3  | Gran Premio di Belgio          | Belgio          | Spa-Francorchamps  | 29 giugno    |
| 4  | Gran Premio d'Italia           | Italia          | Monza              | 13 luglio    |
| 5  | Gran Premio di Repubblica Ceca | Repubblica Ceca | Sosnová            | 27 luglio    |
| 6  | Gran Premio di Romania         | Romania         | Bucarest           | 7 settembre  |
| 7  | Gran Premio d'Austria          | Austria         | Melk               | 14 settembre |
| 8  | Gran Premio di Germania        | Germania        | Sachsenring        | 21 settembre |
| 9  | Gran Premio di Francia         | Francia         | Toulouse-Muret     | 5 ottobre    |
| 10 | Gran Premio di Gran Bretagna   | Gran Bretagna   | Lydd-Ashford       | 26 ottobre   |
| 11 | Gran Premio d'Italia           | Italia          | Pergusa            | 9 novembre   |
| 12 | Gran Premio di Belgio          | Belgio          | Spa-Francorchamps  | 16 novembre  |
| 13 | Gran Premio di Spagna          | Spagna          | Finestrat-Benidorm | 30 novembre  |

## Principali piloti iscritti nel 2003
|     | Pilota              | Team                       | Moto             |
| --- | ------------------- | -------------------------- | ---------------- |
| 2   | Gerald Delepine     | Vertemati Racing Factory   | SR 600 Factory   |
| 3   | William Rubio       | Husqvarna Cross2R Factory  | SM 630RR Factory |
| 4   | Max Manzo           | Vertemati Racing Factory   | SR 600 Factory   |
| 6   | Klaus Kinigadner    | KTM Red Bull Factory       | LC4 690 Factory  |
| 7   | Ivan Lazzarini      | Husaberg Rigo Racing       | FS 650           |
| 8   | Fabrice Guyot       | Husqvarna Cross2R Factory  | SM 630RR Factory |
| 9   | Jürgen Künzel       | KTM Red Bull Factory       | LC4 690 Factory  |
| 10  | Stéphane Blot       | Yamaha Les2Roues           | YZ 500 F         |
| 11  | Jens Hainbach       | Husaberg Factory           | FS 650 Factory   |
| 12  | Frédéric Fiorentino | KTM Bizar Racing           | LC4 690          |
| 15  | Boris Chambon       | KTM Red Bull Factory       | LC4 690 Factory  |
| 16  | Jérôme Giraudo      | Vertemati Racing Factory   | SR 600 Factory   |
| 19  | Jean Marc Gaillard  | Honda Belgium              | CR-F 490         |
| 20  | Petr Vorlíček       | KTM Tuning Sport           | LC4 690          |
| 21  | Thierry Godfroid    | Kawasaki GPKR              | KX 250           |
| 22  | Davide Gozzini      | Husqvarna Cross2R Factory  | SM 630RR Factory |
| 24  | Lorenzo Mariani     | TM Racing Factory          | SMX 700 Factory  |
| 25  | Fabio Balducci      | TM Racing Factory          | SMX 700 Factory  |
| 26  | Massimo Beltrami    | Husqvarna Cross2R Factory  | SM 630RR Factory |
| 29  | Paolo Farioli       | KTM Farioli                | LC4 690          |
| 41  | Bernd Hiemer        | Husqvarna Zupin Moto-Sport | SM 630RR         |
| 62  | Danny Crosset       | Gas Gas Factory            | SM 515 Factory   |
| 69  | Christian Iddon     | Husaberg UK Team Iddon     | FS 650           |
| 111 | Gregorio Lavilla    | Vertemati Racing Factory   | SR 600 Factory   |

## Classifica finale piloti (Top 10)
| Pos | Pilota              | Moto/Team                 | FRA SF | GRE SF | BEL SF | ITA SF | CZE SF | ROM SF | AUT SF | GER SF | FRA SF | GBR SF | ITA SF | BEL SF | SPA SF | Punti |
| --- | ------------------- | ------------------------- | ------ | ------ | ------ | ------ | ------ | ------ | ------ | ------ | ------ | ------ | ------ | ------ | ------ | ----- |
| 1   | Eddy Seel           | Husqvarna Cross2R Factory | 20     | 1      | 2      | rit.   | 1      | 1      | 8      | 6      | 1      | 1      | 1      | 1      | 2      | 443   |
| 2   | Boris Chambon       | KTM Red Bull Factory      | 5      | 13     | 1      | 1      | 3      | 4      | 2      | 4      | 2      | 4      | 2      | 14     | 1      | 420   |
| 3   | Jürgen Künzel       | KTM Red Bull Factory      | 1      | 12     | 5      | 2      | 11     | 3      | 1      | 3      | 4      | 7      | 4      | 6      | 4      | 403   |
| 4   | Max Manzo           | Vertemati Racing Factory  | 3      | 2      | 25     | 3      |        | 9      | 6      | 1      | 6      | rit.   | 3      | 2      | 7      | 301   |
| 5   | Gerald Delepine     | Vertemati Racing Factory  | rit.   | 8      | rit.   | 4      | 4      | 10     | 3      | 2      | 8      | 6      | 15     | 4      | 5      | 294   |
| 6   | Ivan Lazzarini      | Husaberg Rigo Racing      | 13     | 3      | 4      | 10     | 2      | 2      | rit.   | rit.   | 9      | 2      | 16     | 3      |        | 281   |
| 7   | Fabrice Guyot       | Husqvarna Cross2R Factory | 10     | 11     | 13     | 6      | 7      | 6      | 17     | 7      | 3      | 3      | 6      |        | 8      | 230   |
| 8   | Frédéric Fiorentino | KTM Bizar                 | 6      | 10     | 3      | 11     | 8      | 15     | 11     | 8      | 13     | 13     | 5      | 7      | 15     | 225   |
| 9   | Massimo Beltrami    | Husqvarna Cross2R Factory | 9      | 7      | 6      | 8      | 5      | 19     | 9      | 12     | 7      | 22     | 8      | 8      | 6      | 222   |
| 10  | William Rubio       | Husqvarna Cross2R Factory | 11     | 5      | rit.   | 5      | rit.   | 5      | 4      | 13     | 5      | rit.   | 14     | rit.   | 10     | 166   |
| Pos | Pilota              | Moto/Team                 | FRA SF | GRE SF | BEL SF | ITA SF | CZE SF | ROM SF | AUT SF | GER SF | FRA SF | GBR SF | ITA SF | BEL SF | SPA SF | Punti |

## Classifica finale costruttori
| Pos | Casa      | Paese    | FRA SF | GRE SF | BEL SF | ITA SF | CZE SF | ROM SF | AUT SF | GER SF | FRA SF | GBR SF | ITA SF | BEL SF | SPA SF | Punti |
| --- | --------- | -------- | ------ | ------ | ------ | ------ | ------ | ------ | ------ | ------ | ------ | ------ | ------ | ------ | ------ | ----- |
| 1   | Husqvarna | Italia   | 4      | 1      | 2      | 5      | 1      | 1      | 4      | 5      | 1      | 1      | 1      | 1      | 2      | 501   |
| 2   | KTM       | Austria  | 1      | 10     | 1      | 1      | 3      | 3      | 1      | 3      | 2      | 4      | 2      | 5      | 1      | 494   |
| 3   | Vertemati | Italia   | 3      | 2      | 11     | 3      | 4      | 9      | 3      | 1      | 6      | 6      | 3      | 2      | 5      | 407   |
| 4   | Husaberg  | Svezia   | 13     | 3      | 4      | 10     | 2      | 2      | rit.   | 17     | 9      | 2      | 16     | 3      | 12     | 294   |
| 5   | Yamaha    | Giappone | 2      | 4      | 12     | 18     | 19     | 17     | 22     | 24     | 15     | 8      |        | 24     | 11     | 109   |
| 6   | Honda     | Giappone | 7      | 16     | 9      | 13     | 9      |        | 19     | 22     | 12     | 9      | 11     | 13     | 14     | 106   |
| 7   | TM        | Italia   | 12     | 6      | 7      | rit.   |        | 12     | 13     | 14     | rit.   | 10     | 12     | 19     |        | 90    |
| 8   | Kawasaki  | Giappone |        |        | 15     | 22     |        |        |        |        |        | 16     |        | 9      | 19     | 32    |
| 9   | Vor       | Italia   |        | 22     | 20     | 9      |        |        |        |        |        | 15     |        | 16     | 21     | 24    |
| 10  | Gas Gas   | Spagna   |        |        | 22     | rit.   |        |        |        |        |        |        |        | 10     | 20     | 13    |
| 11  | Aprilia   | Italia   |        |        |        |        |        |        |        |        |        |        |        | 23     |        | 0     |
| Pos | Casa      | Paese    | FRA SF | GRE SF | BEL SF | ITA SF | CZE SF | ROM SF | AUT SF | GER SF | FRA SF | GBR SF | ITA SF | BEL SF | SPA SF | Punti |